# Mala Bršljanica
Mala Bršljanica – wieś w Chorwacji, w żupanii bielowarsko-bilogorskiej, w mieście Garešnica. W 2011 roku liczyła 48 mieszkańców.